# Tirreno-Adriatico 2019
Le Tirreno-Adriatico 2019 est la 54e édition de cette course cycliste masculine sur route. Il a lieu du 13 au 19 mars 2019 en Italie et fait partie du calendrier UCI World Tour 2019 en catégorie 2.UWT.
C'est la septième épreuve de l'UCI World Tour 2019, le calendrier le plus important du cyclisme sur route.

## Présentation

### Parcours
La course commence - comme c'est la coutume - avec un contre-la-montre par équipes dans les rues de Camaiore. Cette édition, contrairement aux éditions récentes, ne prévoit pas de passage en montagne, avec un point culminant situé à 660 mètres d'altitude.
L'épreuve se termine avec son traditionnel contre-la-montre individuel dans les rues de San Benedetto del Tronto.

### Équipes
Vingt-trois équipes disputent Tirreno-Adriatico : les dix-huit équipes du World Tour et cinq équipes continentales professionnelles invitées.
| WorldTeams (18)- AG2R La Mondiale - Astana - Bahrain-Merida - Bora-hansgrohe - CCC Team - Deceuninck-Quick Step - Dimension Data - EF Education First - Groupama-FDJ - Team Jumbo-Visma - Katusha-Alpecin - Lotto Soudal - Mitchelton-Scott - Movistar Team - Sky - Team Sunweb - Trek-Segafredo - UAE Team Emirates Équipes continentales professionnelles (5)- Bardiani CSF - Cofidis, Solutions Crédits - Gazprom-RusVelo - Israel Cycling Academy - Neri Sottoli-Selle Italia-KTM |
| |

## Étapes
| Étape     | Date    | Villes étapes                                       | type                         | Distance (km) | Vainqueur d'étape  | Leader du classement général |
| --------- | ------- | --------------------------------------------------- | ---------------------------- | ------------- | ------------------ | ---------------------------- |
| 1re étape | 13 mars | Lido di Camaiore – Lido di Camaiore                 | contre-la-montre par équipes | 21,5          | Mitchelton-Scott   | Michael Hepburn              |
| 2e étape  | 14 mars | Lido di Camaiore – Pomarance                        | étape de moyenne montagne    | 189           | Julian Alaphilippe | Adam Yates                   |
| 3e étape  | 15 mars | Pomarance – Foligno                                 | étape de plaine              | 189           | Elia Viviani       | Adam Yates                   |
| 4e étape  | 16 mars | Foligno – Fossombrone                               | étape vallonnée              | 223           | Alexey Lutsenko    | Adam Yates                   |
| 5e étape  | 17 mars | Colli al Metauro – Recanati                         | étape de moyenne montagne    | 178           | Jakob Fuglsang     | Adam Yates                   |
| 6e étape  | 18 mars | Matelica – Jesi                                     | étape de plaine              | 195           | Julian Alaphilippe | Adam Yates                   |
| 7e étape  | 19 mars | San Benedetto del Tronto – San Benedetto del Tronto | contre-la-montre individuel  | 10,5          | Victor Campenaerts | Primož Roglič                |

## Déroulement de la course

### 1reétape
| \| Classement de l'étape \| Classement de l'étape \| Classement de l'étape \| Classement de l'étape \| Classement de l'étape \| Classement de l'étape \| \| Équipe \| Équipe \| Pays \| Temps \| Écart de temps \| Vitesse moy. \| \| --------------------- \| ---------------------- \| --------------------- \| --------------------- \| --------------------- \| --------------------- \| \| 1re \| Mitchelton-Scott \| Australie \| 22 min 25 s \| 0 s \| 57.546 km/h \| \| 2e \| Team Jumbo-Visma \| Pays-Bas \| 22 min 32 s \| + 7 s \| 57.249 km/h \| \| 3e \| Team Sunweb \| Allemagne \| 22 min 47 s \| + 22 s \| 56.620 km/h \| \| 4e \| Deceuninck-Quick Step \| Belgique \| 23 min 02 s \| + 37 s \| 56.006 km/h \| \| 5e \| Sky \| Royaume-Uni \| 23 min 12 s \| + 47 s \| 55.603 km/h \| \| 6e \| Lotto Soudal \| Belgique \| 23 min 19 s \| + 54 s \| 55.325 km/h \| \| 7e \| EF Education First \| États-Unis \| 23 min 21 s \| + 56 s \| 55.246 km/h \| \| 8e \| Groupama-FDJ \| France \| 23 min 23 s \| + 58 s \| 55.167 km/h \| \| 9e \| Israel Cycling Academy \| Israël \| 23 min 30 s \| + 1 min 05 s \| 54.894 km/h \| \| 10e \| Bahrain-Merida \| Bahreïn \| 23 min 35 s \| + 1 min 10 s \| 54.700 km/h \| |                        |             |             |                |              |
| |                        |             |             |                |              |
| Source : ProCyclingStats |                        |             |             |                |              |
| Classement de l'étape |                        |             |             |                |              |
| Équipe | Équipe                 | Pays        | Temps       | Écart de temps | Vitesse moy. |
| 1re | Mitchelton-Scott       | Australie   | 22 min 25 s | 0 s            | 57.546 km/h  |
| 2e | Team Jumbo-Visma       | Pays-Bas    | 22 min 32 s | + 7 s          | 57.249 km/h  |
| 3e | Team Sunweb            | Allemagne   | 22 min 47 s | + 22 s         | 56.620 km/h  |
| 4e | Deceuninck-Quick Step  | Belgique    | 23 min 02 s | + 37 s         | 56.006 km/h  |
| 5e | Sky                    | Royaume-Uni | 23 min 12 s | + 47 s         | 55.603 km/h  |
| 6e | Lotto Soudal           | Belgique    | 23 min 19 s | + 54 s         | 55.325 km/h  |
| 7e | EF Education First     | États-Unis  | 23 min 21 s | + 56 s         | 55.246 km/h  |
| 8e | Groupama-FDJ           | France      | 23 min 23 s | + 58 s         | 55.167 km/h  |
| 9e | Israel Cycling Academy | Israël      | 23 min 30 s | + 1 min 05 s   | 54.894 km/h  |
| 10e | Bahrain-Merida         | Bahreïn     | 23 min 35 s | + 1 min 10 s   | 54.700 km/h  |

| \| Classement général \| Classement général \| Classement général \| Classement général \| Classement général \| \| Coureur \| Coureur \| Pays \| Équipe \| Temps \| \| ------------------ \| ------------------- \| ------------------ \| ------------------ \| ------------------ \| \| 1er \| Michael Hepburn \| Australie \| Mitchelton-Scott \| 22 h 25 min 00 s \| \| 2e \| Brent Bookwalter \| États-Unis \| Mitchelton-Scott \| + 0 s \| \| 3e \| Luke Durbridge \| Australie \| Mitchelton-Scott \| + 0 s \| \| 4e \| Adam Yates \| Royaume-Uni \| Mitchelton-Scott \| + 0 s \| \| 5e \| Alexander Edmondson \| Australie \| Mitchelton-Scott \| + 3 s \| \| 6e \| Jos van Emden \| Pays-Bas \| Team Jumbo-Visma \| + 7 s \| \| 7e \| Primož Roglič \| Slovénie \| Team Jumbo-Visma \| + 7 s \| \| 8e \| Koen Bouwman \| Pays-Bas \| Team Jumbo-Visma \| + 7 s \| \| 9e \| Tony Martin \| Allemagne \| Team Jumbo-Visma \| + 7 s \| \| 10e \| Laurens De Plus \| Belgique \| Team Jumbo-Visma \| + 7 s \| |                     |             |                  |                  |
| |                     |             |                  |                  |
| Source : ProCyclingStats |                     |             |                  |                  |
| Classement général |                     |             |                  |                  |
| Coureur | Coureur             | Pays        | Équipe           | Temps            |
| 1er | Michael Hepburn     | Australie   | Mitchelton-Scott | 22 h 25 min 00 s |
| 2e | Brent Bookwalter    | États-Unis  | Mitchelton-Scott | + 0 s            |
| 3e | Luke Durbridge      | Australie   | Mitchelton-Scott | + 0 s            |
| 4e | Adam Yates          | Royaume-Uni | Mitchelton-Scott | + 0 s            |
| 5e | Alexander Edmondson | Australie   | Mitchelton-Scott | + 3 s            |
| 6e | Jos van Emden       | Pays-Bas    | Team Jumbo-Visma | + 7 s            |
| 7e | Primož Roglič       | Slovénie    | Team Jumbo-Visma | + 7 s            |
| 8e | Koen Bouwman        | Pays-Bas    | Team Jumbo-Visma | + 7 s            |
| 9e | Tony Martin         | Allemagne   | Team Jumbo-Visma | + 7 s            |
| 10e | Laurens De Plus     | Belgique    | Team Jumbo-Visma | + 7 s            |

### 2eétape
| \| Classement de l'étape \| Classement de l'étape \| Classement de l'étape \| Classement de l'étape \| Classement de l'étape \| \| Coureur \| Coureur \| Pays \| Équipe \| Temps \| \| --------------------- \| --------------------- \| --------------------- \| --------------------- \| --------------------- \| \| 1er \| Julian Alaphilippe \| France \| Deceuninck-Quick Step \| 4 h 48 min 09 s \| \| 2e \| Greg Van Avermaet \| Belgique \| CCC Team \| + 0 s \| \| 3e \| Alberto Bettiol \| Italie \| EF Education First \| + 0 s \| \| 4e \| Tiesj Benoot \| Belgique \| Lotto-Soudal \| + 0 s \| \| 5e \| Adam Yates \| Royaume-Uni \| Mitchelton-Scott \| + 0 s \| \| 6e \| Valerio Conti \| Italie \| UAE Team Emirates \| + 0 s \| \| 7e \| Primož Roglič \| Slovénie \| Team Jumbo-Visma \| + 0 s \| \| 8e \| Wout Poels \| Pays-Bas \| Team Sky \| + 0 s \| \| 9e \| Jakob Fuglsang \| Danemark \| Astana \| + 0 s \| \| 10e \| Tim Wellens \| Belgique \| Lotto-Soudal \| + 0 s \| |                    |             |                       |                 |
| |                    |             |                       |                 |
| Source : ProCyclingStats |                    |             |                       |                 |
| Classement de l'étape |                    |             |                       |                 |
| Coureur | Coureur            | Pays        | Équipe                | Temps           |
| 1er | Julian Alaphilippe | France      | Deceuninck-Quick Step | 4 h 48 min 09 s |
| 2e | Greg Van Avermaet  | Belgique    | CCC Team              | + 0 s           |
| 3e | Alberto Bettiol    | Italie      | EF Education First    | + 0 s           |
| 4e | Tiesj Benoot       | Belgique    | Lotto-Soudal          | + 0 s           |
| 5e | Adam Yates         | Royaume-Uni | Mitchelton-Scott      | + 0 s           |
| 6e | Valerio Conti      | Italie      | UAE Team Emirates     | + 0 s           |
| 7e | Primož Roglič      | Slovénie    | Team Jumbo-Visma      | + 0 s           |
| 8e | Wout Poels         | Pays-Bas    | Team Sky              | + 0 s           |
| 9e | Jakob Fuglsang     | Danemark    | Astana                | + 0 s           |
| 10e | Tim Wellens        | Belgique    | Lotto-Soudal          | + 0 s           |

| \| Classement général \| Classement général \| Classement général \| Classement général \| Classement général \| \| Coureur \| Coureur \| Pays \| Équipe \| Temps \| \| ------------------ \| -------------------- \| ------------------ \| --------------------- \| ------------------ \| \| 1er \| Adam Yates \| Royaume-Uni \| Mitchelton-Scott \| 5 h 10 min 34 s \| \| 2e \| Brent Bookwalter \| États-Unis \| Mitchelton-Scott \| + 0 s \| \| 3e \| Primož Roglič \| Slovénie \| Team Jumbo-Visma \| + 7 s \| \| 4e \| Laurens De Plus \| Belgique \| Team Jumbo-Visma \| + 7 s \| \| 5e \| Søren Kragh Andersen \| Danemark \| Team Sunweb \| + 22 s \| \| 6e \| Tom Dumoulin \| Pays-Bas \| Team Sunweb \| + 22 s \| \| 7e \| Sam Oomen \| Pays-Bas \| Team Sunweb \| + 22 s \| \| 8e \| Julian Alaphilippe \| France \| Deceuninck-Quick Step \| + 27 s \| \| 9e \| Kasper Asgreen \| Danemark \| Deceuninck-Quick Step \| + 37 s \| \| 10e \| Wout Poels \| Pays-Bas \| Team Sky \| + 47 s \| |                      |             |                       |                 |
| |                      |             |                       |                 |
| Source : ProCyclingStats |                      |             |                       |                 |
| Classement général |                      |             |                       |                 |
| Coureur | Coureur              | Pays        | Équipe                | Temps           |
| 1er | Adam Yates           | Royaume-Uni | Mitchelton-Scott      | 5 h 10 min 34 s |
| 2e | Brent Bookwalter     | États-Unis  | Mitchelton-Scott      | + 0 s           |
| 3e | Primož Roglič        | Slovénie    | Team Jumbo-Visma      | + 7 s           |
| 4e | Laurens De Plus      | Belgique    | Team Jumbo-Visma      | + 7 s           |
| 5e | Søren Kragh Andersen | Danemark    | Team Sunweb           | + 22 s          |
| 6e | Tom Dumoulin         | Pays-Bas    | Team Sunweb           | + 22 s          |
| 7e | Sam Oomen            | Pays-Bas    | Team Sunweb           | + 22 s          |
| 8e | Julian Alaphilippe   | France      | Deceuninck-Quick Step | + 27 s          |
| 9e | Kasper Asgreen       | Danemark    | Deceuninck-Quick Step | + 37 s          |
| 10e | Wout Poels           | Pays-Bas    | Team Sky              | + 47 s          |

### 3eétape
| \| Classement de l'étape \| Classement de l'étape \| Classement de l'étape \| Classement de l'étape \| Classement de l'étape \| \| Coureur \| Coureur \| Pays \| Équipe \| Temps \| \| --------------------- \| --------------------- \| --------------------- \| ----------------------------- \| --------------------- \| \| 1er \| Elia Viviani \| Italie \| Deceuninck-Quick Step \| 5 h 26 min 45 s \| \| 2e \| Peter Sagan \| Slovaquie \| Bora-Hansgrohe \| + 0 s \| \| 3e \| Fernando Gaviria \| Colombie \| UAE Team Emirates \| + 0 s \| \| 4e \| Giacomo Nizzolo \| Italie \| Dimension Data \| + 0 s \| \| 5e \| Jens Keukeleire \| Belgique \| Lotto-Soudal \| + 0 s \| \| 6e \| Davide Cimolai \| Italie \| Israel Cycling Academy \| + 0 s \| \| 7e \| Clément Venturini \| France \| AG2R La Mondiale \| + 0 s \| \| 8e \| Jasper Stuyven \| Belgique \| Trek-Segafredo \| + 0 s \| \| 9e \| Davide Ballerini \| Italie \| Astana \| + 0 s \| \| 10e \| Luca Pacioni \| Italie \| Neri Sottoli-Selle Italia-KTM \| + 0 s \| |                   |           |                               |                 |
| |                   |           |                               |                 |
| Source : ProCyclingStats |                   |           |                               |                 |
| Classement de l'étape |                   |           |                               |                 |
| Coureur | Coureur           | Pays      | Équipe                        | Temps           |
| 1er | Elia Viviani      | Italie    | Deceuninck-Quick Step         | 5 h 26 min 45 s |
| 2e | Peter Sagan       | Slovaquie | Bora-Hansgrohe                | + 0 s           |
| 3e | Fernando Gaviria  | Colombie  | UAE Team Emirates             | + 0 s           |
| 4e | Giacomo Nizzolo   | Italie    | Dimension Data                | + 0 s           |
| 5e | Jens Keukeleire   | Belgique  | Lotto-Soudal                  | + 0 s           |
| 6e | Davide Cimolai    | Italie    | Israel Cycling Academy        | + 0 s           |
| 7e | Clément Venturini | France    | AG2R La Mondiale              | + 0 s           |
| 8e | Jasper Stuyven    | Belgique  | Trek-Segafredo                | + 0 s           |
| 9e | Davide Ballerini  | Italie    | Astana                        | + 0 s           |
| 10e | Luca Pacioni      | Italie    | Neri Sottoli-Selle Italia-KTM | + 0 s           |

| \| Classement général \| Classement général \| Classement général \| Classement général \| Classement général \| \| Coureur \| Coureur \| Pays \| Équipe \| Temps \| \| ------------------ \| -------------------- \| ------------------ \| --------------------- \| ------------------ \| \| 1er \| Adam Yates \| Royaume-Uni \| Mitchelton-Scott \| 10 h 37 min 19 s \| \| 2e \| Brent Bookwalter \| États-Unis \| Mitchelton-Scott \| + 0 s \| \| 3e \| Primož Roglič \| Slovénie \| Team Jumbo-Visma \| + 7 s \| \| 4e \| Laurens De Plus \| Belgique \| Team Jumbo-Visma \| + 7 s \| \| 5e \| Tom Dumoulin \| Pays-Bas \| Team Sunweb \| + 22 s \| \| 6e \| Sam Oomen \| Pays-Bas \| Team Sunweb \| + 22 s \| \| 7e \| Søren Kragh Andersen \| Danemark \| Team Sunweb \| + 22 s \| \| 8e \| Julian Alaphilippe \| France \| Deceuninck-Quick Step \| + 27 s \| \| 9e \| Wout Poels \| Pays-Bas \| Team Sky \| + 47 s \| \| 10e \| Jonathan Castroviejo \| Espagne \| Team Sky \| + 47 s \| |                      |             |                       |                  |
| |                      |             |                       |                  |
| Source : ProCyclingStats |                      |             |                       |                  |
| Classement général |                      |             |                       |                  |
| Coureur | Coureur              | Pays        | Équipe                | Temps            |
| 1er | Adam Yates           | Royaume-Uni | Mitchelton-Scott      | 10 h 37 min 19 s |
| 2e | Brent Bookwalter     | États-Unis  | Mitchelton-Scott      | + 0 s            |
| 3e | Primož Roglič        | Slovénie    | Team Jumbo-Visma      | + 7 s            |
| 4e | Laurens De Plus      | Belgique    | Team Jumbo-Visma      | + 7 s            |
| 5e | Tom Dumoulin         | Pays-Bas    | Team Sunweb           | + 22 s           |
| 6e | Sam Oomen            | Pays-Bas    | Team Sunweb           | + 22 s           |
| 7e | Søren Kragh Andersen | Danemark    | Team Sunweb           | + 22 s           |
| 8e | Julian Alaphilippe   | France      | Deceuninck-Quick Step | + 27 s           |
| 9e | Wout Poels           | Pays-Bas    | Team Sky              | + 47 s           |
| 10e | Jonathan Castroviejo | Espagne     | Team Sky              | + 47 s           |

### 4eétape
| \| Classement de l'étape \| Classement de l'étape \| Classement de l'étape \| Classement de l'étape \| Classement de l'étape \| \| Coureur \| Coureur \| Pays \| Équipe \| Temps \| \| --------------------- \| --------------------- \| --------------------- \| --------------------- \| --------------------- \| \| 1er \| Alexey Lutsenko \| Kazakhstan \| Astana \| 5 h 16 min 29 s \| \| 2e \| Primož Roglič \| Slovénie \| Team Jumbo-Visma \| + 0 s \| \| 3e \| Adam Yates \| Royaume-Uni \| Mitchelton-Scott \| + 0 s \| \| 4e \| Jakob Fuglsang \| Danemark \| Astana \| + 0 s \| \| 5e \| Davide Formolo \| Italie \| Bora-Hansgrohe \| + 9 s \| \| 6e \| Alberto Bettiol \| Italie \| EF Education First \| + 23 s \| \| 7e \| Simon Clarke \| Australie \| EF Education First \| + 23 s \| \| 8e \| Tiesj Benoot \| Belgique \| Lotto-Soudal \| + 23 s \| \| 9e \| Julian Alaphilippe \| France \| Deceuninck-Quick Step \| + 23 s \| \| 10e \| Wout Poels \| Pays-Bas \| Team Sky \| + 23 s \| |                    |             |                       |                 |
| |                    |             |                       |                 |
| Source : ProCyclingStats |                    |             |                       |                 |
| Classement de l'étape |                    |             |                       |                 |
| Coureur | Coureur            | Pays        | Équipe                | Temps           |
| 1er | Alexey Lutsenko    | Kazakhstan  | Astana                | 5 h 16 min 29 s |
| 2e | Primož Roglič      | Slovénie    | Team Jumbo-Visma      | + 0 s           |
| 3e | Adam Yates         | Royaume-Uni | Mitchelton-Scott      | + 0 s           |
| 4e | Jakob Fuglsang     | Danemark    | Astana                | + 0 s           |
| 5e | Davide Formolo     | Italie      | Bora-Hansgrohe        | + 9 s           |
| 6e | Alberto Bettiol    | Italie      | EF Education First    | + 23 s          |
| 7e | Simon Clarke       | Australie   | EF Education First    | + 23 s          |
| 8e | Tiesj Benoot       | Belgique    | Lotto-Soudal          | + 23 s          |
| 9e | Julian Alaphilippe | France      | Deceuninck-Quick Step | + 23 s          |
| 10e | Wout Poels         | Pays-Bas    | Team Sky              | + 23 s          |

| \| Classement général \| Classement général \| Classement général \| Classement général \| Classement général \| \| Coureur \| Coureur \| Pays \| Équipe \| Temps \| \| ------------------ \| ------------------ \| ------------------ \| --------------------- \| ------------------ \| \| 1er \| Adam Yates \| Royaume-Uni \| Mitchelton-Scott \| 15 h 53 min 42 s \| \| 2e \| Primož Roglič \| Slovénie \| Team Jumbo-Visma \| + 7 s \| \| 3e \| Tom Dumoulin \| Pays-Bas \| Team Sunweb \| + 50 s \| \| 4e \| Julian Alaphilippe \| France \| Deceuninck-Quick Step \| + 56 s \| \| 5e \| Sam Oomen \| Pays-Bas \| Team Sunweb \| + 56 s \| \| 6e \| Alexey Lutsenko \| Kazakhstan \| Astana \| + 1 min 06 s \| \| 7e \| Wout Poels \| Pays-Bas \| Team Sky \| + 1 min 16 s \| \| 8e \| Jakob Fuglsang \| Danemark \| Astana \| + 1 min 19 s \| \| 9e \| Alberto Bettiol \| Italie \| EF Education First \| + 1 min 21 s \| \| 10e \| Simon Clarke \| Australie \| EF Education First \| + 1 min 25 s \| |                    |             |                       |                  |
| |                    |             |                       |                  |
| Source : ProCyclingStats |                    |             |                       |                  |
| Classement général |                    |             |                       |                  |
| Coureur | Coureur            | Pays        | Équipe                | Temps            |
| 1er | Adam Yates         | Royaume-Uni | Mitchelton-Scott      | 15 h 53 min 42 s |
| 2e | Primož Roglič      | Slovénie    | Team Jumbo-Visma      | + 7 s            |
| 3e | Tom Dumoulin       | Pays-Bas    | Team Sunweb           | + 50 s           |
| 4e | Julian Alaphilippe | France      | Deceuninck-Quick Step | + 56 s           |
| 5e | Sam Oomen          | Pays-Bas    | Team Sunweb           | + 56 s           |
| 6e | Alexey Lutsenko    | Kazakhstan  | Astana                | + 1 min 06 s     |
| 7e | Wout Poels         | Pays-Bas    | Team Sky              | + 1 min 16 s     |
| 8e | Jakob Fuglsang     | Danemark    | Astana                | + 1 min 19 s     |
| 9e | Alberto Bettiol    | Italie      | EF Education First    | + 1 min 21 s     |
| 10e | Simon Clarke       | Australie   | EF Education First    | + 1 min 25 s     |

### 5eétape
| \| Classement de l'étape \| Classement de l'étape \| Classement de l'étape \| Classement de l'étape \| Classement de l'étape \| \| Coureur \| Coureur \| Pays \| Équipe \| Temps \| \| --------------------- \| --------------------- \| --------------------- \| --------------------- \| --------------------- \| \| 1er \| Jakob Fuglsang \| Danemark \| Astana \| 4 h 39 min 32 s \| \| 2e \| Adam Yates \| Royaume-Uni \| Mitchelton-Scott \| + 40 s \| \| 3e \| Primož Roglič \| Slovénie \| Team Jumbo-Visma \| + 56 s \| \| 4e \| Tom Dumoulin \| Pays-Bas \| Team Sunweb \| + 1 min 39 s \| \| 5e \| Thibaut Pinot \| France \| Groupama-FDJ \| + 1 min 53 s \| \| 6e \| Wout Poels \| Pays-Bas \| Team Sky \| + 1 min 57 s \| \| 7e \| Mads Pedersen \| Danemark \| Trek-Segafredo \| + 2 min 09 s \| \| 8e \| Alexis Vuillermoz \| France \| AG2R La Mondiale \| + 2 min 12 s \| \| 9e \| Tiesj Benoot \| Belgique \| Lotto-Soudal \| + 2 min 12 s \| \| 10e \| Simon Clarke \| Australie \| EF Education First \| + 2 min 12 s \| |                   |             |                    |                 |
| |                   |             |                    |                 |
| Source : ProCyclingStats |                   |             |                    |                 |
| Classement de l'étape |                   |             |                    |                 |
| Coureur | Coureur           | Pays        | Équipe             | Temps           |
| 1er | Jakob Fuglsang    | Danemark    | Astana             | 4 h 39 min 32 s |
| 2e | Adam Yates        | Royaume-Uni | Mitchelton-Scott   | + 40 s          |
| 3e | Primož Roglič     | Slovénie    | Team Jumbo-Visma   | + 56 s          |
| 4e | Tom Dumoulin      | Pays-Bas    | Team Sunweb        | + 1 min 39 s    |
| 5e | Thibaut Pinot     | France      | Groupama-FDJ       | + 1 min 53 s    |
| 6e | Wout Poels        | Pays-Bas    | Team Sky           | + 1 min 57 s    |
| 7e | Mads Pedersen     | Danemark    | Trek-Segafredo     | + 2 min 09 s    |
| 8e | Alexis Vuillermoz | France      | AG2R La Mondiale   | + 2 min 12 s    |
| 9e | Tiesj Benoot      | Belgique    | Lotto-Soudal       | + 2 min 12 s    |
| 10e | Simon Clarke      | Australie   | EF Education First | + 2 min 12 s    |

| \| Classement général \| Classement général \| Classement général \| Classement général \| Classement général \| \| Coureur \| Coureur \| Pays \| Équipe \| Temps \| \| ------------------ \| ------------------ \| ------------------ \| --------------------- \| ------------------ \| \| 1er \| Adam Yates \| Royaume-Uni \| Mitchelton-Scott \| 20 h 33 min 48 s \| \| 2e \| Primož Roglič \| Slovénie \| Team Jumbo-Visma \| + 25 s \| \| 3e \| Jakob Fuglsang \| Danemark \| Astana \| + 35 s \| \| 4e \| Tom Dumoulin \| Pays-Bas \| Team Sunweb \| + 1 min 55 s \| \| 5e \| Julian Alaphilippe \| France \| Deceuninck-Quick Step \| + 2 min 34 s \| \| 6e \| Wout Poels \| Pays-Bas \| Team Sky \| + 2 min 39 s \| \| 7e \| Thibaut Pinot \| France \| Groupama-FDJ \| + 2 min 46 s \| \| 8e \| Sam Oomen \| Pays-Bas \| Team Sunweb \| + 2 min 58 s \| \| 9e \| Simon Clarke \| Australie \| EF Education First \| + 3 min 03 s \| \| 10e \| Rui Costa \| Portugal \| UAE Team Emirates \| + 3 min 26 s \| |                    |             |                       |                  |
| |                    |             |                       |                  |
| Source : ProCyclingStats |                    |             |                       |                  |
| Classement général |                    |             |                       |                  |
| Coureur | Coureur            | Pays        | Équipe                | Temps            |
| 1er | Adam Yates         | Royaume-Uni | Mitchelton-Scott      | 20 h 33 min 48 s |
| 2e | Primož Roglič      | Slovénie    | Team Jumbo-Visma      | + 25 s           |
| 3e | Jakob Fuglsang     | Danemark    | Astana                | + 35 s           |
| 4e | Tom Dumoulin       | Pays-Bas    | Team Sunweb           | + 1 min 55 s     |
| 5e | Julian Alaphilippe | France      | Deceuninck-Quick Step | + 2 min 34 s     |
| 6e | Wout Poels         | Pays-Bas    | Team Sky              | + 2 min 39 s     |
| 7e | Thibaut Pinot      | France      | Groupama-FDJ          | + 2 min 46 s     |
| 8e | Sam Oomen          | Pays-Bas    | Team Sunweb           | + 2 min 58 s     |
| 9e | Simon Clarke       | Australie   | EF Education First    | + 3 min 03 s     |
| 10e | Rui Costa          | Portugal    | UAE Team Emirates     | + 3 min 26 s     |

### 6eétape
| \| Classement de l'étape \| Classement de l'étape \| Classement de l'étape \| Classement de l'étape \| Classement de l'étape \| \| Coureur \| Coureur \| Pays \| Équipe \| Temps \| \| --------------------- \| --------------------------- \| --------------------- \| ---------------------- \| --------------------- \| \| 1er \| Julian Alaphilippe \| France \| Deceuninck-Quick Step \| 4 h 42 min 11 s \| \| 2e \| Davide Cimolai \| Italie \| Israel Cycling Academy \| + 0 s \| \| 3e \| Elia Viviani \| Italie \| Deceuninck-Quick Step \| + 0 s \| \| 4e \| Clément Venturini \| France \| AG2R La Mondiale \| + 0 s \| \| 5e \| Peter Sagan \| Slovaquie \| Bora-Hansgrohe \| + 0 s \| \| 6e \| Maximiliano Richeze \| Argentine \| Deceuninck-Quick Step \| + 0 s \| \| 7e \| Jens Keukeleire \| Belgique \| Lotto-Soudal \| + 0 s \| \| 8e \| Greg Van Avermaet \| Belgique \| CCC Team \| + 0 s \| \| 9e \| Reinardt Janse van Rensburg \| Afrique du Sud \| Dimension Data \| + 0 s \| \| 10e \| Simone Consonni \| Italie \| UAE Team Emirates \| + 0 s \| |                             |                |                        |                 |
| |                             |                |                        |                 |
| Source : ProCyclingStats |                             |                |                        |                 |
| Classement de l'étape |                             |                |                        |                 |
| Coureur | Coureur                     | Pays           | Équipe                 | Temps           |
| 1er | Julian Alaphilippe          | France         | Deceuninck-Quick Step  | 4 h 42 min 11 s |
| 2e | Davide Cimolai              | Italie         | Israel Cycling Academy | + 0 s           |
| 3e | Elia Viviani                | Italie         | Deceuninck-Quick Step  | + 0 s           |
| 4e | Clément Venturini           | France         | AG2R La Mondiale       | + 0 s           |
| 5e | Peter Sagan                 | Slovaquie      | Bora-Hansgrohe         | + 0 s           |
| 6e | Maximiliano Richeze         | Argentine      | Deceuninck-Quick Step  | + 0 s           |
| 7e | Jens Keukeleire             | Belgique       | Lotto-Soudal           | + 0 s           |
| 8e | Greg Van Avermaet           | Belgique       | CCC Team               | + 0 s           |
| 9e | Reinardt Janse van Rensburg | Afrique du Sud | Dimension Data         | + 0 s           |
| 10e | Simone Consonni             | Italie         | UAE Team Emirates      | + 0 s           |

| \| Classement général \| Classement général \| Classement général \| Classement général \| Classement général \| \| Coureur \| Coureur \| Pays \| Équipe \| Temps \| \| ------------------ \| ------------------ \| ------------------ \| --------------------- \| ------------------ \| \| 1er \| Adam Yates \| Royaume-Uni \| Mitchelton-Scott \| 25 h 15 min 59 s \| \| 2e \| Primož Roglič \| Slovénie \| Team Jumbo-Visma \| + 25 s \| \| 3e \| Jakob Fuglsang \| Danemark \| Astana \| + 35 s \| \| 4e \| Tom Dumoulin \| Pays-Bas \| Team Sunweb \| + 1 min 55 s \| \| 5e \| Julian Alaphilippe \| France \| Deceuninck-Quick Step \| + 2 min 24 s \| \| 6e \| Wout Poels \| Pays-Bas \| Team Sky \| + 2 min 39 s \| \| 7e \| Thibaut Pinot \| France \| Groupama-FDJ \| + 2 min 46 s \| \| 8e \| Sam Oomen \| Pays-Bas \| Team Sunweb \| + 2 min 58 s \| \| 9e \| Simon Clarke \| Australie \| EF Education First \| + 3 min 03 s \| \| 10e \| Rui Costa \| Portugal \| UAE Team Emirates \| + 3 min 26 s \| |                    |             |                       |                  |
| |                    |             |                       |                  |
| Source : ProCyclingStats |                    |             |                       |                  |
| Classement général |                    |             |                       |                  |
| Coureur | Coureur            | Pays        | Équipe                | Temps            |
| 1er | Adam Yates         | Royaume-Uni | Mitchelton-Scott      | 25 h 15 min 59 s |
| 2e | Primož Roglič      | Slovénie    | Team Jumbo-Visma      | + 25 s           |
| 3e | Jakob Fuglsang     | Danemark    | Astana                | + 35 s           |
| 4e | Tom Dumoulin       | Pays-Bas    | Team Sunweb           | + 1 min 55 s     |
| 5e | Julian Alaphilippe | France      | Deceuninck-Quick Step | + 2 min 24 s     |
| 6e | Wout Poels         | Pays-Bas    | Team Sky              | + 2 min 39 s     |
| 7e | Thibaut Pinot      | France      | Groupama-FDJ          | + 2 min 46 s     |
| 8e | Sam Oomen          | Pays-Bas    | Team Sunweb           | + 2 min 58 s     |
| 9e | Simon Clarke       | Australie   | EF Education First    | + 3 min 03 s     |
| 10e | Rui Costa          | Portugal    | UAE Team Emirates     | + 3 min 26 s     |

### 7eétape
| \| Classement de l'étape \| Classement de l'étape \| Classement de l'étape \| Classement de l'étape \| Classement de l'étape \| \| Coureur \| Coureur \| Pays \| Équipe \| Temps \| \| --------------------- \| --------------------- \| --------------------- \| --------------------- \| --------------------- \| \| 1er \| Victor Campenaerts \| Belgique \| Lotto-Soudal \| 11 min 23 s \| \| 2e \| Alberto Bettiol \| Italie \| EF Education First \| + 3 s \| \| 3e \| Jos van Emden \| Pays-Bas \| Team Jumbo-Visma \| + 4 s \| \| 4e \| Sebastian Langeveld \| Pays-Bas \| EF Education First \| + 6 s \| \| 5e \| Yves Lampaert \| Belgique \| Deceuninck-Quick Step \| + 7 s \| \| 6e \| Mads Pedersen \| Danemark \| Trek-Segafredo \| + 8 s \| \| 7e \| Tom Dumoulin \| Pays-Bas \| Team Sunweb \| + 8 s \| \| 8e \| Rohan Dennis \| Australie \| Bahrain-Merida \| + 9 s \| \| 9e \| Michael Hepburn \| Australie \| Mitchelton-Scott \| + 11 s \| \| 10e \| Filippo Ganna \| Italie \| Team Sky \| + 12 s \| |                     |           |                       |             |
| |                     |           |                       |             |
| Source : ProCyclingStats |                     |           |                       |             |
| Classement de l'étape |                     |           |                       |             |
| Coureur | Coureur             | Pays      | Équipe                | Temps       |
| 1er | Victor Campenaerts  | Belgique  | Lotto-Soudal          | 11 min 23 s |
| 2e | Alberto Bettiol     | Italie    | EF Education First    | + 3 s       |
| 3e | Jos van Emden       | Pays-Bas  | Team Jumbo-Visma      | + 4 s       |
| 4e | Sebastian Langeveld | Pays-Bas  | EF Education First    | + 6 s       |
| 5e | Yves Lampaert       | Belgique  | Deceuninck-Quick Step | + 7 s       |
| 6e | Mads Pedersen       | Danemark  | Trek-Segafredo        | + 8 s       |
| 7e | Tom Dumoulin        | Pays-Bas  | Team Sunweb           | + 8 s       |
| 8e | Rohan Dennis        | Australie | Bahrain-Merida        | + 9 s       |
| 9e | Michael Hepburn     | Australie | Mitchelton-Scott      | + 11 s      |
| 10e | Filippo Ganna       | Italie    | Team Sky              | + 12 s      |

## Classements finals

### Classement général
| \| Classement général \| Classement général \| Classement général \| Classement général \| Classement général \| \| Coureur \| Coureur \| Pays \| Équipe \| Temps \| \| ------------------ \| ------------------ \| ------------------ \| --------------------- \| ------------------ \| \| 1er \| Primož Roglič \| Slovénie \| Team Jumbo-Visma \| 25 h 28 min 00 s \| \| 2e \| Adam Yates \| Royaume-Uni \| Mitchelton-Scott \| + 1 s \| \| 3e \| Jakob Fuglsang \| Danemark \| Astana \| + 30 s \| \| 4e \| Tom Dumoulin \| Pays-Bas \| Team Sunweb \| + 1 min 25 s \| \| 5e \| Thibaut Pinot \| France \| Groupama-FDJ \| + 2 min 32 s \| \| 6e \| Julian Alaphilippe \| France \| Deceuninck-Quick Step \| + 2 min 34 s \| \| 7e \| Wout Poels \| Pays-Bas \| Team Sky \| + 2 min 42 s \| \| 8e \| Simon Clarke \| Australie \| EF Education First \| + 3 min 01 s \| \| 9e \| Sam Oomen \| Pays-Bas \| Team Sunweb \| + 3 min 12 s \| \| 10e \| Rui Costa \| Portugal \| UAE Team Emirates \| + 3 min 18 s \| |                    |             |                       |                  |
| |                    |             |                       |                  |
| Source : ProCyclingStats |                    |             |                       |                  |
| Classement général |                    |             |                       |                  |
| Coureur | Coureur            | Pays        | Équipe                | Temps            |
| 1er | Primož Roglič      | Slovénie    | Team Jumbo-Visma      | 25 h 28 min 00 s |
| 2e | Adam Yates         | Royaume-Uni | Mitchelton-Scott      | + 1 s            |
| 3e | Jakob Fuglsang     | Danemark    | Astana                | + 30 s           |
| 4e | Tom Dumoulin       | Pays-Bas    | Team Sunweb           | + 1 min 25 s     |
| 5e | Thibaut Pinot      | France      | Groupama-FDJ          | + 2 min 32 s     |
| 6e | Julian Alaphilippe | France      | Deceuninck-Quick Step | + 2 min 34 s     |
| 7e | Wout Poels         | Pays-Bas    | Team Sky              | + 2 min 42 s     |
| 8e | Simon Clarke       | Australie   | EF Education First    | + 3 min 01 s     |
| 9e | Sam Oomen          | Pays-Bas    | Team Sunweb           | + 3 min 12 s     |
| 10e | Rui Costa          | Portugal    | UAE Team Emirates     | + 3 min 18 s     |

| Classement par points | Classement par points | Classement par points | Classement par points  | Classement par points |
| Coureur               | Coureur               | Pays                  | Équipe                 | Points                |
| --------------------- | --------------------- | --------------------- | ---------------------- | --------------------- |
| 1er                   | Mirco Maestri         | Italie                | Bardiani CSF           | 31 pts                |
| 2e                    | Adam Yates            | Royaume-Uni           | Mitchelton-Scott       | 27 pts                |
| 3e                    | Julian Alaphilippe    | France                | Deceuninck-Quick Step  | 26 pts                |
| 4e                    | Alberto Bettiol       | Italie                | EF Education First     | 23 pts                |
| 5e                    | Jakob Fuglsang        | Danemark              | Astana                 | 22 pts                |
| 6e                    | Primož Roglič         | Slovénie              | Team Jumbo-Visma       | 22 pts                |
| 7e                    | Elia Viviani          | Italie                | Deceuninck-Quick Step  | 20 pts                |
| 8e                    | Alexey Lutsenko       | Kazakhstan            | Astana                 | 17 pts                |
| 9e                    | Peter Sagan           | Slovaquie             | Bora-Hansgrohe         | 16 pts                |
| 10e                   | Davide Cimolai        | Italie                | Israel Cycling Academy | 15 pts                |

| Classement par points | Classement par points | Classement par points | Classement par points  | Classement par points |
| Coureur               | Coureur               | Pays                  | Équipe                 | Points                |
| --------------------- | --------------------- | --------------------- | ---------------------- | --------------------- |
| 1er                   | Mirco Maestri         | Italie                | Bardiani CSF           | 31 pts                |
| 2e                    | Adam Yates            | Royaume-Uni           | Mitchelton-Scott       | 27 pts                |
| 3e                    | Julian Alaphilippe    | France                | Deceuninck-Quick Step  | 26 pts                |
| 4e                    | Alberto Bettiol       | Italie                | EF Education First     | 23 pts                |
| 5e                    | Jakob Fuglsang        | Danemark              | Astana                 | 22 pts                |
| 6e                    | Primož Roglič         | Slovénie              | Team Jumbo-Visma       | 22 pts                |
| 7e                    | Elia Viviani          | Italie                | Deceuninck-Quick Step  | 20 pts                |
| 8e                    | Alexey Lutsenko       | Kazakhstan            | Astana                 | 17 pts                |
| 9e                    | Peter Sagan           | Slovaquie             | Bora-Hansgrohe         | 16 pts                |
| 10e                   | Davide Cimolai        | Italie                | Israel Cycling Academy | 15 pts                |

| Classement de la montagne | Classement de la montagne | Classement de la montagne | Classement de la montagne     | Classement de la montagne |
| Coureur                   | Coureur                   | Pays                      | Équipe                        | Points                    |
| ------------------------- | ------------------------- | ------------------------- | ----------------------------- | ------------------------- |
| 1er                       | Alexey Lutsenko           | Kazakhstan                | Astana                        | 35 pts                    |
| 2e                        | Jakob Fuglsang            | Danemark                  | Astana                        | 34 pts                    |
| 3e                        | Adam Yates                | Royaume-Uni               | Mitchelton-Scott              | 25 pts                    |
| 4e                        | Julian Alaphilippe        | France                    | Deceuninck-Quick Step         | 23 pts                    |
| 5e                        | Davide Gabburo            | Italie                    | Neri Sottoli-Selle Italia-KTM | 20 pts                    |
| 6e                        | Natnael Berhane           | Érythrée                  | Cofidis, Solutions Crédits    | 20 pts                    |
| 7e                        | Primož Roglič             | Slovénie                  | Team Jumbo-Visma              | 18 pts                    |
| 8e                        | Mads Pedersen             | Danemark                  | Trek-Segafredo                | 14 pts                    |
| 9e                        | Sebastian Schönberger     | Autriche                  | Neri Sottoli-Selle Italia-KTM | 12 pts                    |
| 10e                       | Giovanni Visconti         | Italie                    | Neri Sottoli-Selle Italia-KTM | 10 pts                    |

| Classement de la montagne | Classement de la montagne | Classement de la montagne | Classement de la montagne     | Classement de la montagne |
| Coureur                   | Coureur                   | Pays                      | Équipe                        | Points                    |
| ------------------------- | ------------------------- | ------------------------- | ----------------------------- | ------------------------- |
| 1er                       | Alexey Lutsenko           | Kazakhstan                | Astana                        | 35 pts                    |
| 2e                        | Jakob Fuglsang            | Danemark                  | Astana                        | 34 pts                    |
| 3e                        | Adam Yates                | Royaume-Uni               | Mitchelton-Scott              | 25 pts                    |
| 4e                        | Julian Alaphilippe        | France                    | Deceuninck-Quick Step         | 23 pts                    |
| 5e                        | Davide Gabburo            | Italie                    | Neri Sottoli-Selle Italia-KTM | 20 pts                    |
| 6e                        | Natnael Berhane           | Érythrée                  | Cofidis, Solutions Crédits    | 20 pts                    |
| 7e                        | Primož Roglič             | Slovénie                  | Team Jumbo-Visma              | 18 pts                    |
| 8e                        | Mads Pedersen             | Danemark                  | Trek-Segafredo                | 14 pts                    |
| 9e                        | Sebastian Schönberger     | Autriche                  | Neri Sottoli-Selle Italia-KTM | 12 pts                    |
| 10e                       | Giovanni Visconti         | Italie                    | Neri Sottoli-Selle Italia-KTM | 10 pts                    |

| Classement du meilleur jeune | Classement du meilleur jeune | Classement du meilleur jeune | Classement du meilleur jeune  | Classement du meilleur jeune |
| Coureur                      | Coureur                      | Pays                         | Équipe                        | Temps                        |
| ---------------------------- | ---------------------------- | ---------------------------- | ----------------------------- | ---------------------------- |
| 1er                          | Sam Oomen                    | Pays-Bas                     | Team Sunweb                   | 25 h 31 min 12 s             |
| 2e                           | Tiesj Benoot                 | Belgique                     | Lotto-Soudal                  | + 25 s                       |
| 3e                           | Matej Mohorič                | Slovénie                     | Bahrain-Merida                | + 1 min 50 s                 |
| 4e                           | Ruben Guerreiro              | Portugal                     | Katusha-Alpecin               | + 5 min 03 s                 |
| 5e                           | Søren Kragh Andersen         | Danemark                     | Team Sunweb                   | + 15 min 44 s                |
| 6e                           | Simone Velasco               | Italie                       | Neri Sottoli-Selle Italia-KTM | + 15 min 51 s                |
| 7e                           | Mads Pedersen                | Danemark                     | Trek-Segafredo                | + 24 min 01 s                |
| 8e                           | Davide Ballerini             | Italie                       | Astana                        | + 25 min 52 s                |
| 9e                           | Nicola Conci                 | Italie                       | Trek-Segafredo                | + 27 min 31 s                |
| 10e                          | Kasper Asgreen               | Danemark                     | Deceuninck-Quick Step         | + 29 min 08 s                |

| Classement du meilleur jeune | Classement du meilleur jeune | Classement du meilleur jeune | Classement du meilleur jeune  | Classement du meilleur jeune |
| Coureur                      | Coureur                      | Pays                         | Équipe                        | Temps                        |
| ---------------------------- | ---------------------------- | ---------------------------- | ----------------------------- | ---------------------------- |
| 1er                          | Sam Oomen                    | Pays-Bas                     | Team Sunweb                   | 25 h 31 min 12 s             |
| 2e                           | Tiesj Benoot                 | Belgique                     | Lotto-Soudal                  | + 25 s                       |
| 3e                           | Matej Mohorič                | Slovénie                     | Bahrain-Merida                | + 1 min 50 s                 |
| 4e                           | Ruben Guerreiro              | Portugal                     | Katusha-Alpecin               | + 5 min 03 s                 |
| 5e                           | Søren Kragh Andersen         | Danemark                     | Team Sunweb                   | + 15 min 44 s                |
| 6e                           | Simone Velasco               | Italie                       | Neri Sottoli-Selle Italia-KTM | + 15 min 51 s                |
| 7e                           | Mads Pedersen                | Danemark                     | Trek-Segafredo                | + 24 min 01 s                |
| 8e                           | Davide Ballerini             | Italie                       | Astana                        | + 25 min 52 s                |
| 9e                           | Nicola Conci                 | Italie                       | Trek-Segafredo                | + 27 min 31 s                |
| 10e                          | Kasper Asgreen               | Danemark                     | Deceuninck-Quick Step         | + 29 min 08 s                |

| Classement par équipes | Classement par équipes        | Classement par équipes | Classement par équipes |
| Équipe                 | Équipe                        | Pays                   | Temps                  |
| ---------------------- | ----------------------------- | ---------------------- | ---------------------- |
| 1re                    | EF Education First            | États-Unis             | 75 h 51 min 29 s       |
| 2e                     | Trek-Segafredo                | États-Unis             | + 2 min 30 s           |
| 3e                     | Team Sunweb                   | Allemagne              | + 6 min 09 s           |
| 4e                     | Lotto Soudal                  | Belgique               | + 9 min 14 s           |
| 5e                     | Astana                        | Kazakhstan             | + 13 min 27 s          |
| 6e                     | Movistar Team                 | Espagne                | + 18 min 57 s          |
| 7e                     | Neri Sottoli-Selle Italia-KTM | Italie                 | + 19 min 22 s          |
| 8e                     | Bahrain-Merida                | Bahreïn                | + 23 min 10 s          |
| 9e                     | CCC Team                      | Pologne                | + 23 min 48 s          |
| 10e                    | Team Jumbo-Visma              | Pays-Bas               | + 25 min 18 s          |

| Classement par équipes | Classement par équipes        | Classement par équipes | Classement par équipes |
| Équipe                 | Équipe                        | Pays                   | Temps                  |
| ---------------------- | ----------------------------- | ---------------------- | ---------------------- |
| 1re                    | EF Education First            | États-Unis             | 75 h 51 min 29 s       |
| 2e                     | Trek-Segafredo                | États-Unis             | + 2 min 30 s           |
| 3e                     | Team Sunweb                   | Allemagne              | + 6 min 09 s           |
| 4e                     | Lotto Soudal                  | Belgique               | + 9 min 14 s           |
| 5e                     | Astana                        | Kazakhstan             | + 13 min 27 s          |
| 6e                     | Movistar Team                 | Espagne                | + 18 min 57 s          |
| 7e                     | Neri Sottoli-Selle Italia-KTM | Italie                 | + 19 min 22 s          |
| 8e                     | Bahrain-Merida                | Bahreïn                | + 23 min 10 s          |
| 9e                     | CCC Team                      | Pologne                | + 23 min 48 s          |
| 10e                    | Team Jumbo-Visma              | Pays-Bas               | + 25 min 18 s          |

## Classements UCI
La course attribue des points au Classement mondial UCI 2019 selon le barème suivant.
| Position           | 1er | 2e  | 3e  | 4e  | 5e  | 6e  | 7e  | 8e  | 9e  | 10e | 11e | 12e | 13e | 14e | 15e | 16e à 20e | 21e à 30e | 31e à 50e | 51e à 55e | 56e à 60e |
| Classement général | 500 | 400 | 325 | 275 | 225 | 175 | 150 | 125 | 100 | 80  | 70  | 60  | 50  | 40  | 35  | 30        | 20        | 10        | 5         | 3         |
| Par étapes         | 60  | 25  | 10  |     |     |     |     |     |     |     |     |     |     |     |     |           |           |           |           |           |
| Leader             | 10  |     |     |     |     |     |     |     |     |     |     |     |     |     |     |           |           |           |           |           |

## Évolution des classements
| Étape              | Vainqueur          | Classement général | Classement par points | Classement de la montagne | Classement du meilleur jeune | Classement par équipes |
| ------------------ | ------------------ | ------------------ | --------------------- | ------------------------- | ---------------------------- | ---------------------- |
| 1                  | Mitchelton-Scott   | Michael Hepburn    | Non-décerné           | Non-décerné               | Laurens De Plus              | Mitchelton-Scott       |
| 2                  | Julian Alaphilippe | Adam Yates         | Julian Alaphilippe    | Julian Alaphilippe        | Laurens De Plus              | Jumbo-Visma            |
| 3                  | Elia Viviani       | Adam Yates         | Mirco Maestri         | Natnael Berhane           | Laurens De Plus              | Jumbo-Visma            |
| 4                  | Alexey Lutsenko    | Adam Yates         | Mirco Maestri         | Alexey Lutsenko           | Sam Oomen                    | EF Education First     |
| 5                  | Jakob Fuglsang     | Adam Yates         | Adam Yates            | Alexey Lutsenko           | Sam Oomen                    | EF Education First     |
| 6                  | Julian Alaphilippe | Adam Yates         | Mirco Maestri         | Alexey Lutsenko           | Sam Oomen                    | EF Education First     |
| 7                  | Victor Campenaerts | Primož Roglič      | Mirco Maestri         | Alexey Lutsenko           | Sam Oomen                    | EF Education First     |
| Classements finals | Classements finals | Primož Roglič      | Mirco Maestri         | Alexey Lutsenko           | Sam Oomen                    | EF Education First     |

## Liste des participants
| Team Sky SKY | Team Sky SKY                        | Team Sky SKY |
| ------------ | ----------------------------------- | ------------ |
| Num          | Coureur                             | Pos          |
| 1            | Geraint Thomas (GBR) (chrono)       | AB-4         |
| 2            | Jonathan Castroviejo (ESP) (chrono) | 28e          |
| 3            | Gianni Moscon (ITA) (chrono)        | AB-2         |
| 4            | Wout Poels (NED)                    | 7e           |
| 5            | Salvatore Puccio (ITA)              | 71e          |
| 6            | Filippo Ganna (ITA)                 | 103e         |
| 7            | Ian Stannard (GBR)                  | 91e          |

| AG2R La Mondiale ALM | AG2R La Mondiale ALM    | AG2R La Mondiale ALM |
| -------------------- | ----------------------- | -------------------- |
| Num                  | Coureur                 | Pos                  |
| 11                   | Nico Denz (GER)         | 92e                  |
| 12                   | Silvan Dillier (SUI)    | 85e                  |
| 13                   | Julien Duval (FRA)      | 98e                  |
| 14                   | Dorian Godon (FRA)      | 86e                  |
| 15                   | Nans Peters (FRA)       | 70e                  |
| 16                   | Clément Venturini (FRA) | 44e                  |
| 17                   | Alexis Vuillermoz (FRA) | NP-7                 |

| Astana AST | Astana AST                    | Astana AST |
| ---------- | ----------------------------- | ---------- |
| Num        | Coureur                       | Pos        |
| 21         | Jakob Fuglsang (DEN)          | 3e         |
| 22         | Zhandos Bizhigitov (KAZ)      | 54e        |
| 23         | Davide Ballerini (ITA)        | 102e       |
| 24         | Dario Cataldo (ITA)           | 47e        |
| 25         | Omar Fraile (ESP)             | NP-7       |
| 26         | Dmitriy Gruzdev (KAZ)         | 106e       |
| 27         | Alexey Lutsenko (KAZ) (route) | 13e        |

| Bahrain-Merida TBM | Bahrain-Merida TBM          | Bahrain-Merida TBM |
| ------------------ | --------------------------- | ------------------ |
| Num                | Coureur                     | Pos                |
| 31                 | Vincenzo Nibali (ITA)       | 15e                |
| 32                 | Phil Bauhaus (GER)          | 140e               |
| 33                 | Damiano Caruso (ITA)        | AB-3               |
| 34                 | Rohan Dennis (AUS)          | 95e                |
| 35                 | Matej Mohorič (SLO) (route) | 17e                |
| 36                 | Marcel Sieberg (GER)        | 134e               |
| 37                 | Jan Tratnik (SLO) (chrono)  | 74e                |

| Bardiani CSF BRD | Bardiani CSF BRD         | Bardiani CSF BRD |
| ---------------- | ------------------------ | ---------------- |
| Num              | Coureur                  | Pos              |
| 41               | Enrico Barbin (ITA)      | 90e              |
| 42               | Michael Bresciani (ITA)  | 128e             |
| 43               | Mirco Maestri (ITA)      | 115e             |
| 44               | Marco Maronese (ITA)     | HD-4             |
| 45               | Paolo Simion (ITA)       | 129e             |
| 46               | Alessandro Tonelli (ITA) | 125e             |
| 47               | Luca Wackermann (ITA)    | 132e             |

| Bora-Hansgrohe BOH | Bora-Hansgrohe BOH           | Bora-Hansgrohe BOH |
| ------------------ | ---------------------------- | ------------------ |
| Num                | Coureur                      | Pos                |
| 51                 | Peter Sagan (SVK) (route)    | 105e               |
| 52                 | Maciej Bodnar (POL) (chrono) | 110e               |
| 53                 | Marcus Burghardt (GER)       | 73e                |
| 54                 | Davide Formolo (ITA)         | 22e                |
| 55                 | Oscar Gatto (ITA)            | 100e               |
| 56                 | Rafał Majka (POL)            | 52e                |
| 57                 | Daniel Oss (ITA)             | 87e                |

| CCC Team CPT | CCC Team CPT                   | CCC Team CPT |
| ------------ | ------------------------------ | ------------ |
| Num          | Coureur                        | Pos          |
| 61           | Greg Van Avermaet (BEL)        | 16e          |
| 62           | Guillaume Van Keirsbulck (BEL) | 34e          |
| 63           | Joey Rosskopf (USA) (chrono)   | 33e          |
| 64           | Michael Schär (SUI)            | 69e          |
| 65           | Nathan Van Hooydonck (BEL)     | 67e          |
| 66           | Gijs Van Hoecke (BEL)          | 81e          |
| 67           | Łukasz Wiśniowski (POL)        | 42e          |

| Cofidis, Solutions Crédits COF | Cofidis, Solutions Crédits COF | Cofidis, Solutions Crédits COF |
| ------------------------------ | ------------------------------ | ------------------------------ |
| Num                            | Coureur                        | Pos                            |
| 71                             | Nacer Bouhanni (FRA)           | HD-1                           |
| 72                             | Natnael Berhane (ERI)          | 83e                            |
| 73                             | Dimitri Claeys (BEL)           | AB-4                           |
| 74                             | Anthony Perez (FRA)            | 99e                            |
| 75                             | Julien Simon (FRA)             | 46e                            |
| 76                             | Kenneth Vanbilsen (BEL)        | 32e                            |
| 77                             | Cyril Lemoine (FRA)            | 123e                           |

| Deceuninck-Quick Step DQT | Deceuninck-Quick Step DQT    | Deceuninck-Quick Step DQT |
| ------------------------- | ---------------------------- | ------------------------- |
| Num                       | Coureur                      | Pos                       |
| 81                        | Julian Alaphilippe (FRA)     | 6e                        |
| 82                        | Kasper Asgreen (DEN)         | 60e                       |
| 83                        | Yves Lampaert (BEL) (route)  | 61e                       |
| 84                        | Michael Mørkøv (DEN) (route) | 131e                      |
| 85                        | Maximiliano Richeze (ARG)    | 118e                      |
| 86                        | Zdeněk Štybar (CZE)          | 36e                       |
| 87                        | Elia Viviani (ITA) (route)   | 127e                      |

| EF Education First EF1 | EF Education First EF1       | EF Education First EF1 |
| ---------------------- | ---------------------------- | ---------------------- |
| Num                    | Coureur                      | Pos                    |
| 91                     | Sep Vanmarcke (BEL)          | 31e                    |
| 92                     | Alberto Bettiol (ITA)        | 11e                    |
| 93                     | Mitchell Docker (AUS)        | 8e                     |
| 94                     | Tanel Kangert (EST) (chrono) | 29e                    |
| 95                     | Sebastian Langeveld (NED)    | 79e                    |
| 96                     | Sacha Modolo (ITA)           | 109e                   |
| 97                     | Taylor Phinney (USA)         | 133e                   |

| Gazprom-RusVelo GAZ | Gazprom-RusVelo GAZ    | Gazprom-RusVelo GAZ |
| ------------------- | ---------------------- | ------------------- |
| Num                 | Coureur                | Pos                 |
| 101                 | Ildar Arslanov (RUS)   | HD-4                |
| 102                 | Stepan Kourianov (RUS) | HD-4                |
| 103                 | Artem Nych (RUS)       | 139e                |
| 104                 | Alexander Porsev (RUS) | 126e                |
| 105                 | Ivan Rovny (RUS)       | 63e                 |
| 106                 | Evgeny Shalunov (RUS)  | 24e                 |
| 107                 | Sergey Shilov (RUS)    | 111e                |

| Groupama-FDJ GFC | Groupama-FDJ GFC           | Groupama-FDJ GFC |
| ---------------- | -------------------------- | ---------------- |
| Num              | Coureur                    | Pos              |
| 111              | Thibaut Pinot (FRA)        | 5e               |
| 112              | Stefan Küng (SUI)          | 68e              |
| 113              | Matthieu Ladagnous (FRA)   | 48e              |
| 114              | Steve Morabito (SUI)       | 80e              |
| 115              | Miles Scotson (AUS)        | 59e              |
| 116              | Anthony Roux (FRA) (route) | 117e             |
| 117              | Benjamin Thomas (FRA)      | 97e              |

| Israel Cycling Academy ICA | Israel Cycling Academy ICA    | Israel Cycling Academy ICA |
| -------------------------- | ----------------------------- | -------------------------- |
| Num                        | Coureur                       | Pos                        |
| 121                        | Ben Hermans (BEL)             | 64e                        |
| 122                        | Matthias Brändle (AUT)        | 137e                       |
| 123                        | Alexander Cataford (CAN)      | 138e                       |
| 124                        | Davide Cimolai (ITA)          | NP-7                       |
| 125                        | Conor Dunne (IRL)             | 112e                       |
| 126                        | Krists Neilands (LAT) (route) | 93e                        |
| 127                        | Tom Van Asbroeck (BEL)        | 39e                        |

| Lotto-Soudal LTS | Lotto-Soudal LTS                  | Lotto-Soudal LTS |
| ---------------- | --------------------------------- | ---------------- |
| Num              | Coureur                           | Pos              |
| 131              | Tim Wellens (BEL)                 | 18e              |
| 132              | Tiesj Benoot (BEL)                | 12e              |
| 133              | Victor Campenaerts (BEL) (chrono) | 120e             |
| 134              | Carl Fredrik Hagen (NOR)          | 84e              |
| 135              | Jens Keukeleire (BEL)             | 43e              |
| 136              | Tomasz Marczyński (POL)           | AB-3             |
| 137              | Tosh Van der Sande (BEL)          | 53e              |

| Mitchelton-Scott MTS | Mitchelton-Scott MTS          | Mitchelton-Scott MTS |
| -------------------- | ----------------------------- | -------------------- |
| Num                  | Coureur                       | Pos                  |
| 141                  | Adam Yates (GBR)              | 2e                   |
| 142                  | Alexander Edmondson (AUS)     | AB-4                 |
| 143                  | Brent Bookwalter (USA)        | 38e                  |
| 144                  | Luke Durbridge (AUS)          | 51e                  |
| 145                  | Michael Hepburn (AUS)         | 104e                 |
| 146                  | Christopher Juul Jensen (DEN) | 58e                  |
| 147                  | Damien Howson (AUS)           | 75e                  |

| Movistar Team MOV | Movistar Team MOV        | Movistar Team MOV |
| ----------------- | ------------------------ | ----------------- |
| Num               | Coureur                  | Pos               |
| 151               | Jorge Arcas (ESP)        | 77e               |
| 152               | Eduard Prades (ESP)      | 20e               |
| 153               | Richard Carapaz (ECU)    | AB-5              |
| 154               | Lluís Mas (ESP)          | 30e               |
| 155               | Nélson Oliveira (POR)    | 88e               |
| 156               | José Joaquín Rojas (ESP) | 40e               |
| 157               | Jasha Sütterlin (GER)    | 57e               |

| Neri Sottoli-Selle Italia-KTM NSK | Neri Sottoli-Selle Italia-KTM NSK | Neri Sottoli-Selle Italia-KTM NSK |
| --------------------------------- | --------------------------------- | --------------------------------- |
| Num                               | Coureur                           | Pos                               |
| 161                               | Giovanni Visconti (ITA)           | 62e                               |
| 162                               | Francesco Manuel Bongiorno (ITA)  | 50e                               |
| 163                               | Davide Gabburo (ITA)              | 121e                              |
| 164                               | Dayer Quintana (COL)              | 66e                               |
| 165                               | Sebastian Schönberger (AUT)       | 96e                               |
| 166                               | Simone Velasco (ITA)              | 37e                               |
| 167                               | Edoardo Zardini (ITA)             | 41e                               |

| Dimension Data TDD | Dimension Data TDD                | Dimension Data TDD |
| ------------------ | --------------------------------- | ------------------ |
| Num                | Coureur                           | Pos                |
| 171                | Roman Kreuziger (CZE)             | 27e                |
| 172                | Michael Valgren (DEN)             | NP-7               |
| 173                | Steve Cummings (GBR)              | 82e                |
| 174                | Reinardt Janse van Rensburg (RSA) | 78e                |
| 175                | Benjamin King (USA)               | 122e               |
| 176                | Giacomo Nizzolo (ITA)             | AB-5               |
| 177                | Tom-Jelte Slagter (NED)           | 45e                |

| Team Jumbo-Visma TJV | Team Jumbo-Visma TJV       | Team Jumbo-Visma TJV |
| -------------------- | -------------------------- | -------------------- |
| Num                  | Coureur                    | Pos                  |
| 181                  | Primož Roglič (SLO)        | 1er                  |
| 182                  | Koen Bouwman (NED)         | AB-4                 |
| 183                  | Laurens De Plus (BEL)      | 65e                  |
| 184                  | Robert Gesink (NED)        | 21e                  |
| 185                  | Tony Martin (GER) (chrono) | 135e                 |
| 186                  | Paul Martens (GER)         | 136e                 |
| 187                  | Jos van Emden (NED)        | 114e                 |

| Katusha-Alpecin TKA | Katusha-Alpecin TKA          | Katusha-Alpecin TKA |
| ------------------- | ---------------------------- | ------------------- |
| Num                 | Coureur                      | Pos                 |
| 191                 | Enrico Battaglin (ITA)       | 55e                 |
| 192                 | Ian Boswell (USA)            | AB-6                |
| 193                 | Jenthe Biermans (BEL)        | AB-4                |
| 194                 | José Gonçalves (POR)         | 26e                 |
| 195                 | Ruben Guerreiro (POR)        | 25e                 |
| 196                 | Viatcheslav Kouznetsov (RUS) | 94e                 |
| 197                 | Mads Würtz Schmidt (DEN)     | 116e                |

| Team Sunweb SUN | Team Sunweb SUN            | Team Sunweb SUN |
| --------------- | -------------------------- | --------------- |
| Num             | Coureur                    | Pos             |
| 201             | Tom Dumoulin (NED)         | 4e              |
| 202             | Chad Haga (USA)            | 113e            |
| 203             | Søren Kragh Andersen (DEN) | 35e             |
| 204             | Nikias Arndt (GER)         | AB-5            |
| 205             | Sam Oomen (NED)            | 9e              |
| 206             | Robert Power (AUS)         | 108e            |
| 207             | Nicolas Roche (IRL)        | 72e             |

| Trek-Segafredo TFS | Trek-Segafredo TFS          | Trek-Segafredo TFS |
| ------------------ | --------------------------- | ------------------ |
| Num                | Coureur                     | Pos                |
| 211                | Gianluca Brambilla (ITA)    | 23e                |
| 212                | Nicola Conci (ITA)          | 56e                |
| 213                | Fabio Felline (ITA)         | AB-3               |
| 214                | Markel Irizar (ESP)         | 119e               |
| 215                | Mads Pedersen (DEN)         | 49e                |
| 216                | Toms Skujiņš (LAT) (chrono) | 19e                |
| 217                | Jasper Stuyven (BEL)        | 76e                |

| UAE Team Emirates UAD | UAE Team Emirates UAD  | UAE Team Emirates UAD |
| --------------------- | ---------------------- | --------------------- |
| Num                   | Coureur                | Pos                   |
| 221                   | Fernando Gaviria (COL) | 89e                   |
| 222                   | Tom Bohli (SUI)        | 124e                  |
| 223                   | Simone Consonni (ITA)  | 107e                  |
| 224                   | Valerio Conti (ITA)    | 101e                  |
| 225                   | Rui Costa (POR)        | 10e                   |
| 226                   | Jan Polanc (SLO)       | 14e                   |
| 227                   | Oliviero Troia (ITA)   | 130e                  |

| Team Sky SKY | Team Sky SKY                        | Team Sky SKY |
| ------------ | ----------------------------------- | ------------ |
| Num          | Coureur                             | Pos          |
| 1            | Geraint Thomas (GBR) (chrono)       | AB-4         |
| 2            | Jonathan Castroviejo (ESP) (chrono) | 28e          |
| 3            | Gianni Moscon (ITA) (chrono)        | AB-2         |
| 4            | Wout Poels (NED)                    | 7e           |
| 5            | Salvatore Puccio (ITA)              | 71e          |
| 6            | Filippo Ganna (ITA)                 | 103e         |
| 7            | Ian Stannard (GBR)                  | 91e          |

| AG2R La Mondiale ALM | AG2R La Mondiale ALM    | AG2R La Mondiale ALM |
| -------------------- | ----------------------- | -------------------- |
| Num                  | Coureur                 | Pos                  |
| 11                   | Nico Denz (GER)         | 92e                  |
| 12                   | Silvan Dillier (SUI)    | 85e                  |
| 13                   | Julien Duval (FRA)      | 98e                  |
| 14                   | Dorian Godon (FRA)      | 86e                  |
| 15                   | Nans Peters (FRA)       | 70e                  |
| 16                   | Clément Venturini (FRA) | 44e                  |
| 17                   | Alexis Vuillermoz (FRA) | NP-7                 |

| Astana AST | Astana AST                    | Astana AST |
| ---------- | ----------------------------- | ---------- |
| Num        | Coureur                       | Pos        |
| 21         | Jakob Fuglsang (DEN)          | 3e         |
| 22         | Zhandos Bizhigitov (KAZ)      | 54e        |
| 23         | Davide Ballerini (ITA)        | 102e       |
| 24         | Dario Cataldo (ITA)           | 47e        |
| 25         | Omar Fraile (ESP)             | NP-7       |
| 26         | Dmitriy Gruzdev (KAZ)         | 106e       |
| 27         | Alexey Lutsenko (KAZ) (route) | 13e        |

| Bahrain-Merida TBM | Bahrain-Merida TBM          | Bahrain-Merida TBM |
| ------------------ | --------------------------- | ------------------ |
| Num                | Coureur                     | Pos                |
| 31                 | Vincenzo Nibali (ITA)       | 15e                |
| 32                 | Phil Bauhaus (GER)          | 140e               |
| 33                 | Damiano Caruso (ITA)        | AB-3               |
| 34                 | Rohan Dennis (AUS)          | 95e                |
| 35                 | Matej Mohorič (SLO) (route) | 17e                |
| 36                 | Marcel Sieberg (GER)        | 134e               |
| 37                 | Jan Tratnik (SLO) (chrono)  | 74e                |

| Bardiani CSF BRD | Bardiani CSF BRD         | Bardiani CSF BRD |
| ---------------- | ------------------------ | ---------------- |
| Num              | Coureur                  | Pos              |
| 41               | Enrico Barbin (ITA)      | 90e              |
| 42               | Michael Bresciani (ITA)  | 128e             |
| 43               | Mirco Maestri (ITA)      | 115e             |
| 44               | Marco Maronese (ITA)     | HD-4             |
| 45               | Paolo Simion (ITA)       | 129e             |
| 46               | Alessandro Tonelli (ITA) | 125e             |
| 47               | Luca Wackermann (ITA)    | 132e             |

| Bora-Hansgrohe BOH | Bora-Hansgrohe BOH           | Bora-Hansgrohe BOH |
| ------------------ | ---------------------------- | ------------------ |
| Num                | Coureur                      | Pos                |
| 51                 | Peter Sagan (SVK) (route)    | 105e               |
| 52                 | Maciej Bodnar (POL) (chrono) | 110e               |
| 53                 | Marcus Burghardt (GER)       | 73e                |
| 54                 | Davide Formolo (ITA)         | 22e                |
| 55                 | Oscar Gatto (ITA)            | 100e               |
| 56                 | Rafał Majka (POL)            | 52e                |
| 57                 | Daniel Oss (ITA)             | 87e                |

| CCC Team CPT | CCC Team CPT                   | CCC Team CPT |
| ------------ | ------------------------------ | ------------ |
| Num          | Coureur                        | Pos          |
| 61           | Greg Van Avermaet (BEL)        | 16e          |
| 62           | Guillaume Van Keirsbulck (BEL) | 34e          |
| 63           | Joey Rosskopf (USA) (chrono)   | 33e          |
| 64           | Michael Schär (SUI)            | 69e          |
| 65           | Nathan Van Hooydonck (BEL)     | 67e          |
| 66           | Gijs Van Hoecke (BEL)          | 81e          |
| 67           | Łukasz Wiśniowski (POL)        | 42e          |

| Cofidis, Solutions Crédits COF | Cofidis, Solutions Crédits COF | Cofidis, Solutions Crédits COF |
| ------------------------------ | ------------------------------ | ------------------------------ |
| Num                            | Coureur                        | Pos                            |
| 71                             | Nacer Bouhanni (FRA)           | HD-1                           |
| 72                             | Natnael Berhane (ERI)          | 83e                            |
| 73                             | Dimitri Claeys (BEL)           | AB-4                           |
| 74                             | Anthony Perez (FRA)            | 99e                            |
| 75                             | Julien Simon (FRA)             | 46e                            |
| 76                             | Kenneth Vanbilsen (BEL)        | 32e                            |
| 77                             | Cyril Lemoine (FRA)            | 123e                           |

| Deceuninck-Quick Step DQT | Deceuninck-Quick Step DQT    | Deceuninck-Quick Step DQT |
| ------------------------- | ---------------------------- | ------------------------- |
| Num                       | Coureur                      | Pos                       |
| 81                        | Julian Alaphilippe (FRA)     | 6e                        |
| 82                        | Kasper Asgreen (DEN)         | 60e                       |
| 83                        | Yves Lampaert (BEL) (route)  | 61e                       |
| 84                        | Michael Mørkøv (DEN) (route) | 131e                      |
| 85                        | Maximiliano Richeze (ARG)    | 118e                      |
| 86                        | Zdeněk Štybar (CZE)          | 36e                       |
| 87                        | Elia Viviani (ITA) (route)   | 127e                      |

| EF Education First EF1 | EF Education First EF1       | EF Education First EF1 |
| ---------------------- | ---------------------------- | ---------------------- |
| Num                    | Coureur                      | Pos                    |
| 91                     | Sep Vanmarcke (BEL)          | 31e                    |
| 92                     | Alberto Bettiol (ITA)        | 11e                    |
| 93                     | Mitchell Docker (AUS)        | 8e                     |
| 94                     | Tanel Kangert (EST) (chrono) | 29e                    |
| 95                     | Sebastian Langeveld (NED)    | 79e                    |
| 96                     | Sacha Modolo (ITA)           | 109e                   |
| 97                     | Taylor Phinney (USA)         | 133e                   |

| Gazprom-RusVelo GAZ | Gazprom-RusVelo GAZ    | Gazprom-RusVelo GAZ |
| ------------------- | ---------------------- | ------------------- |
| Num                 | Coureur                | Pos                 |
| 101                 | Ildar Arslanov (RUS)   | HD-4                |
| 102                 | Stepan Kourianov (RUS) | HD-4                |
| 103                 | Artem Nych (RUS)       | 139e                |
| 104                 | Alexander Porsev (RUS) | 126e                |
| 105                 | Ivan Rovny (RUS)       | 63e                 |
| 106                 | Evgeny Shalunov (RUS)  | 24e                 |
| 107                 | Sergey Shilov (RUS)    | 111e                |

| Groupama-FDJ GFC | Groupama-FDJ GFC           | Groupama-FDJ GFC |
| ---------------- | -------------------------- | ---------------- |
| Num              | Coureur                    | Pos              |
| 111              | Thibaut Pinot (FRA)        | 5e               |
| 112              | Stefan Küng (SUI)          | 68e              |
| 113              | Matthieu Ladagnous (FRA)   | 48e              |
| 114              | Steve Morabito (SUI)       | 80e              |
| 115              | Miles Scotson (AUS)        | 59e              |
| 116              | Anthony Roux (FRA) (route) | 117e             |
| 117              | Benjamin Thomas (FRA)      | 97e              |

| Israel Cycling Academy ICA | Israel Cycling Academy ICA    | Israel Cycling Academy ICA |
| -------------------------- | ----------------------------- | -------------------------- |
| Num                        | Coureur                       | Pos                        |
| 121                        | Ben Hermans (BEL)             | 64e                        |
| 122                        | Matthias Brändle (AUT)        | 137e                       |
| 123                        | Alexander Cataford (CAN)      | 138e                       |
| 124                        | Davide Cimolai (ITA)          | NP-7                       |
| 125                        | Conor Dunne (IRL)             | 112e                       |
| 126                        | Krists Neilands (LAT) (route) | 93e                        |
| 127                        | Tom Van Asbroeck (BEL)        | 39e                        |

| Lotto-Soudal LTS | Lotto-Soudal LTS                  | Lotto-Soudal LTS |
| ---------------- | --------------------------------- | ---------------- |
| Num              | Coureur                           | Pos              |
| 131              | Tim Wellens (BEL)                 | 18e              |
| 132              | Tiesj Benoot (BEL)                | 12e              |
| 133              | Victor Campenaerts (BEL) (chrono) | 120e             |
| 134              | Carl Fredrik Hagen (NOR)          | 84e              |
| 135              | Jens Keukeleire (BEL)             | 43e              |
| 136              | Tomasz Marczyński (POL)           | AB-3             |
| 137              | Tosh Van der Sande (BEL)          | 53e              |

| Mitchelton-Scott MTS | Mitchelton-Scott MTS          | Mitchelton-Scott MTS |
| -------------------- | ----------------------------- | -------------------- |
| Num                  | Coureur                       | Pos                  |
| 141                  | Adam Yates (GBR)              | 2e                   |
| 142                  | Alexander Edmondson (AUS)     | AB-4                 |
| 143                  | Brent Bookwalter (USA)        | 38e                  |
| 144                  | Luke Durbridge (AUS)          | 51e                  |
| 145                  | Michael Hepburn (AUS)         | 104e                 |
| 146                  | Christopher Juul Jensen (DEN) | 58e                  |
| 147                  | Damien Howson (AUS)           | 75e                  |

| Movistar Team MOV | Movistar Team MOV        | Movistar Team MOV |
| ----------------- | ------------------------ | ----------------- |
| Num               | Coureur                  | Pos               |
| 151               | Jorge Arcas (ESP)        | 77e               |
| 152               | Eduard Prades (ESP)      | 20e               |
| 153               | Richard Carapaz (ECU)    | AB-5              |
| 154               | Lluís Mas (ESP)          | 30e               |
| 155               | Nélson Oliveira (POR)    | 88e               |
| 156               | José Joaquín Rojas (ESP) | 40e               |
| 157               | Jasha Sütterlin (GER)    | 57e               |

| Neri Sottoli-Selle Italia-KTM NSK | Neri Sottoli-Selle Italia-KTM NSK | Neri Sottoli-Selle Italia-KTM NSK |
| --------------------------------- | --------------------------------- | --------------------------------- |
| Num                               | Coureur                           | Pos                               |
| 161                               | Giovanni Visconti (ITA)           | 62e                               |
| 162                               | Francesco Manuel Bongiorno (ITA)  | 50e                               |
| 163                               | Davide Gabburo (ITA)              | 121e                              |
| 164                               | Dayer Quintana (COL)              | 66e                               |
| 165                               | Sebastian Schönberger (AUT)       | 96e                               |
| 166                               | Simone Velasco (ITA)              | 37e                               |
| 167                               | Edoardo Zardini (ITA)             | 41e                               |

| Dimension Data TDD | Dimension Data TDD                | Dimension Data TDD |
| ------------------ | --------------------------------- | ------------------ |
| Num                | Coureur                           | Pos                |
| 171                | Roman Kreuziger (CZE)             | 27e                |
| 172                | Michael Valgren (DEN)             | NP-7               |
| 173                | Steve Cummings (GBR)              | 82e                |
| 174                | Reinardt Janse van Rensburg (RSA) | 78e                |
| 175                | Benjamin King (USA)               | 122e               |
| 176                | Giacomo Nizzolo (ITA)             | AB-5               |
| 177                | Tom-Jelte Slagter (NED)           | 45e                |

| Team Jumbo-Visma TJV | Team Jumbo-Visma TJV       | Team Jumbo-Visma TJV |
| -------------------- | -------------------------- | -------------------- |
| Num                  | Coureur                    | Pos                  |
| 181                  | Primož Roglič (SLO)        | 1er                  |
| 182                  | Koen Bouwman (NED)         | AB-4                 |
| 183                  | Laurens De Plus (BEL)      | 65e                  |
| 184                  | Robert Gesink (NED)        | 21e                  |
| 185                  | Tony Martin (GER) (chrono) | 135e                 |
| 186                  | Paul Martens (GER)         | 136e                 |
| 187                  | Jos van Emden (NED)        | 114e                 |

| Katusha-Alpecin TKA | Katusha-Alpecin TKA          | Katusha-Alpecin TKA |
| ------------------- | ---------------------------- | ------------------- |
| Num                 | Coureur                      | Pos                 |
| 191                 | Enrico Battaglin (ITA)       | 55e                 |
| 192                 | Ian Boswell (USA)            | AB-6                |
| 193                 | Jenthe Biermans (BEL)        | AB-4                |
| 194                 | José Gonçalves (POR)         | 26e                 |
| 195                 | Ruben Guerreiro (POR)        | 25e                 |
| 196                 | Viatcheslav Kouznetsov (RUS) | 94e                 |
| 197                 | Mads Würtz Schmidt (DEN)     | 116e                |

| Team Sunweb SUN | Team Sunweb SUN            | Team Sunweb SUN |
| --------------- | -------------------------- | --------------- |
| Num             | Coureur                    | Pos             |
| 201             | Tom Dumoulin (NED)         | 4e              |
| 202             | Chad Haga (USA)            | 113e            |
| 203             | Søren Kragh Andersen (DEN) | 35e             |
| 204             | Nikias Arndt (GER)         | AB-5            |
| 205             | Sam Oomen (NED)            | 9e              |
| 206             | Robert Power (AUS)         | 108e            |
| 207             | Nicolas Roche (IRL)        | 72e             |

| Trek-Segafredo TFS | Trek-Segafredo TFS          | Trek-Segafredo TFS |
| ------------------ | --------------------------- | ------------------ |
| Num                | Coureur                     | Pos                |
| 211                | Gianluca Brambilla (ITA)    | 23e                |
| 212                | Nicola Conci (ITA)          | 56e                |
| 213                | Fabio Felline (ITA)         | AB-3               |
| 214                | Markel Irizar (ESP)         | 119e               |
| 215                | Mads Pedersen (DEN)         | 49e                |
| 216                | Toms Skujiņš (LAT) (chrono) | 19e                |
| 217                | Jasper Stuyven (BEL)        | 76e                |

| UAE Team Emirates UAD | UAE Team Emirates UAD  | UAE Team Emirates UAD |
| --------------------- | ---------------------- | --------------------- |
| Num                   | Coureur                | Pos                   |
| 221                   | Fernando Gaviria (COL) | 89e                   |
| 222                   | Tom Bohli (SUI)        | 124e                  |
| 223                   | Simone Consonni (ITA)  | 107e                  |
| 224                   | Valerio Conti (ITA)    | 101e                  |
| 225                   | Rui Costa (POR)        | 10e                   |
| 226                   | Jan Polanc (SLO)       | 14e                   |
| 227                   | Oliviero Troia (ITA)   | 130e                  |